# Landgericht Eberswalde
Das Landgericht Eberswalde war ein Gericht der ordentlichen Gerichtsbarkeit des Landes Brandenburg in der SBZ und DDR im Bezirk des Oberlandesgerichts Potsdam mit Sitz in Eberswalde.

## Geschichte
1945 wurde der Teil Deutschlands östlich der Oder-Neiße-Grenze unter polnische Verwaltung gestellt. Dies betraf auch Teile Brandenburgs. Entsprechend gingen auch Teile der Gerichtsbezirke der Landgerichte Prenzlau, Frankfurt (Oder) und Guben und nahezu das ganze Landgericht Landsberg a.W. auf Polen über. Diese vier Landgerichte wurden daher 1945 aufgehoben und stattdessen zum 1. Oktober 1945 das Landgericht Eberswalde neu eingerichtet.
Es war für die Landkreise Angermünde, Lebus, Oberbarnim, Prenzlau und Templin sowie die Stadtkreise Eberswalde und Frankfurt (Oder) zuständig. Ihm nachgeordnet waren die Amtsgerichte
| Amtsgericht                       | Sitz                  | Bisheriges Landgericht       |
| --------------------------------- | --------------------- | ---------------------------- |
| Amtsgericht Angermünde            | Angermünde            | Landgericht Prenzlau         |
| Amtsgericht Brüssow               | Brüssow               | Landgericht Prenzlau         |
| Amtsgericht Eberswalde            | Eberswalde            | Landgericht Prenzlau         |
| Amtsgericht Frankfurt (Oder)      | Frankfurt (Oder)      | Landgericht Frankfurt (Oder) |
| Amtsgericht Bad Freienwalde       | Bad Freienwalde       | Landgericht Prenzlau         |
| Amtsgericht Fürstenwalde          | Fürstenwalde/Spree    | Landgericht Frankfurt (Oder) |
| Amtsgericht Küstrin               | Küstrin               | Landgericht Landsberg a.W.   |
| Amtsgericht Lychen                | Lychen                | Landgericht Prenzlau         |
| Amtsgericht Müncheberg            | Müncheberg            | Landgericht Frankfurt (Oder) |
| Amtsgericht Oderberg              | Oderberg              | Landgericht Prenzlau         |
| Amtsgericht Prenzlau              | Prenzlau              | Landgericht Prenzlau         |
| Amtsgericht Schwedt               | Schwedt/Oder          | Landgericht Prenzlau         |
| Amtsgericht Seelow                | Seelow                | Landgericht Frankfurt (Oder) |
| Amtsgericht Strasburg (Uckermark) | Strasburg (Uckermark) | Landgericht Prenzlau         |
| Amtsgericht Strausberg            | Strausberg            | Landgericht Berlin II        |
| Amtsgericht Templin               | Templin               | Landgericht Prenzlau         |
| Amtsgericht Wriezen               | Wriezen               | Landgericht Prenzlau         |
| Amtsgericht Zehdenick             | Zehdenick             | Landgericht Prenzlau         |

Im Jahr 1951 wurden die Gerichtsbezirksgrenzen der Land- und Amtsgerichte an die neuen Landkreisgrenzen angepasst. Der neue Landgerichtsbezirk umfasste nun die Kreise Angermünde, Niederbarnim, Oberbarnim, Prenzlau und Templin. Die zugeordneten Amtsgerichte waren nun: Amtsgerichten Angermünde, Altlandsberg, Bernau, Oranienburg, Eberswalde, Bad Freienwalde, Prenzlau und Templin.
In der DDR wurden 1952 die Landgerichte und damit auch das Landgericht Eberswalde aufgehoben und Bezirksgerichte, darunter das Bezirksgericht Frankfurt (Oder) für den Kreis Frankfurt (Oder) gebildet.